# Ефимов, Александр Васильевич (математик)
Александр Васильевич Ефимов (1924 — 2001) — советский и российский учёный, математик, доктор физико-математических наук (1963), профессор (1964), заслуженный деятель науки РСФСР (1984).

## Биография
Участник Великой Отечественной войны.
В 1951 окончил Горьковский университет. Член КПСС с 1965. Работал в Горьковском политехническом институте, Кемеровском горном институте, Военно-воздушной академии, Московском лесотехническом институте, с 1967 в Московском институте электронной техники.

## Публикации
Автор более 100 научных работ, основные труды по математическому и функциональному анализу, цифровым методам обработки информации.
- Ефимов А. В. Математический анализ (специальные разделы). В 2-х томах. 1980.